# 因熱內爾內
47°29′43″N 36°7′37″E / 47.49528°N 36.12694°E
因熱內爾內（烏克蘭語：Інженерне）是位於烏克蘭東南部的村莊，由扎波羅熱州波洛希區的波洛希市鎮負責管轄。該村始建於1923年，面積2.93平方公里，海拔高度82米，2001年人口1,003，人口密度每平方公里342人。